# La sposa del leprotto

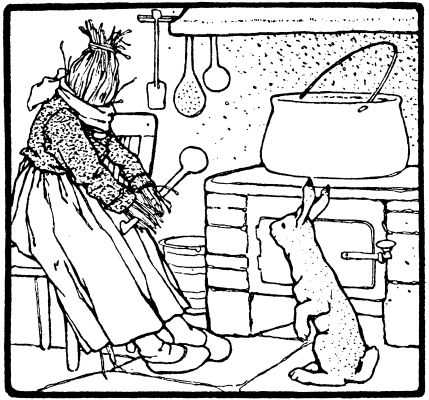
Il leprotto scopre la fuga della sua sposa, in un'illustrazione di Otto Ubbelohde

La sposa del leprotto (in tedesco: Häsichenbraut) è una fiaba tradizionale europea che venne pubblicata per la prima volta nel 1819 dai fratelli Grimm nella seconda edizione della raccolta antologica Le fiabe del focolare. 

## Trama
Una donna vive con la figlia in una casa con un orto nel quale sono presenti delle piantagioni di cavoli. Con l'arrivo della stagione invernale, un leprotto si introduce nel terreno e inizia a mangiare le coltivazioni. La madre, assistendo alla scena, sollecita la figlia a scacciare l'animale la quale, dopo averlo raggiunto, gli incita di andarsene; il leprotto, di rimpetto, invita la ragazza a sedersi sulla sua coda e di andare insieme nella sua casetta nel bosco. La ragazza rifiuta e, per altri tre giorni, la dinamica si ripete fin quando, l'ultimo giorno, la giovane accetta l'invito dell'animale che la conduce nella sua abitazione. 
Qui il leprotto dice alla ragazza di prepare un pasto per le nozze mentre lui andrà a prendere gli invitati. Poco dopo, l'animale torna con gli ospiti: sono tutte lepri, fatta eccezione per un corvo che svolgerà la funzione di parroco per il matrimonio e una volpe nelle vesti di un sacrestano.
La fanciulla, sentendosi sola, si chiude dentro la casetta e inizia a piangere. Per tre volte il leprotto gli ordina di aprire la porta senza però ricevere alcuna risposta. Alla quarta e ultima richiesta, l'animale trova la porta socchiusa, entra nella casa e trova la "moglie" di spalle davanti a una pentola. Preso dalla rabbia, colpisce la testa della ragazza rivelandosì però solamente un fantoccio, scopre così che la sua amata è tornata dalla madre non appena ne ha avuto l'occasione. 
Il leprotto, con il cuore colmo di tristezza, se ne va.

## Storia dell'opera
Come molte altre fiabe folcloristiche, non si sa quasi nulla sulle origini della storia. Gli stessi fratelli Grimm affermarono che l'autore fosse sconosciuto anche se alcuni studi moderni hanno affermato che il principale candidato per la sua paternità fosse un certo Hans Rudolf von Schröder, originario di Buckow. 

## Catalogazione
- KHM 66[4]
- Schema di classificazione Aarne-Thompson: ATU 311 - The Hare's Bride[4]